# 小行星5081
小行星5081（英語：5081 Sanguin）是一颗围绕太阳公转的小行星。1976年11月18日，菲利克斯·阿圭勒天文台在圣胡安省发现了此天体。
这颗小行星的绝对星等为163.5871938672709等。